# Pré-Saint-Gervais metróállomás
A Pré-Saint-Gervais egy metróállomás Franciaországban, Párizsban a párizsi metró 7bis metróvonalán. Tulajdonosa és üzemeltetője a RATP.

## Metróvonalak
Az állomást az alábbi metróvonalak érintik:
- 7bis metróvonal

## Kapcsolódó állomások
A metróállomáshoz az alábbi állomások vannak a legközelebb:
- Danube (Louis Blanc, 7bis metróvonal)
- Place des Fêtes (7bis metróvonal)